# زوشتناو
زوشتناو (به آلمانی: Söchtenau) یک شهر در آلمان است که در بایرن واقع شده‌است.

## خصوصیات
زوشتناو ۲۵٫۶۲ کیلومترمربع مساحت دارد ۴۸۰ متر بالاتر از سطح دریا واقع شده‌است.